# Alireza Nadi
Pour les articles homonymes, voir Nadi.
Alireza Nadi est un joueur iranien de volley-ball né 2 septembre 1980 à Téhéran.
Mesurant 2 mètres, il a joué au poste milieu et a été capitaine de l'équipe nationale de volleyball, avec laquelle il a notamment remporté le tire de Championnat d'Asie et d'Océanie en 2011.

## Clubs
- Sanam Tehran 1999–2006
- Saipa Tehran 2006–2008
- Paykan Tehran 2008-2009
- Damash Gilan 2009-2011
- Kalleh Mazandaran 2011-2012
- Shahrdari Urmia 2012-2013
- Barij Essence Kashan 2013–2014
- Matin Varamin 2015-